# الن‌تون (پیتسبرگ)
الن‌تون (پیتسبرگ) (به انگلیسی: Allentown (Pittsburgh)) یک منطقهٔ مسکونی در ایالات متحده آمریکا است که در پنسیلوانیا واقع شده‌است.

## خصوصیات
الن‌تون ۲٬۵۰۰ نفر جمعیت دارد.